# Faculdade Luterana de Teologia
Die Faculdade Luterana de Teologia (deutsch: lutherische Fakultät der Theologie), kurz FLT, ist eine lutherische Hochschule in São Bento do Sul, SC in Brasilien.

## Geschichte
Seit Beginn der Arbeit der MEUC (Missão Evangélica União Cristã no Brasil) haben innovative Missionare bewusst Laien auf die Missionsarbeit vorbereitet. Dies geschah durch Bibelstudien, Bibelkonferenzen und Exerzitien. Sie organisierten Kurse mit dem Ziel, Laien für den christlichen Dienst auszubilden. Diese Kurse hatten zum Ziel, eine Bibelschule zu gründen. Von 1950 bis 1977 war diese Bibelschule aktiv. 1986 wurde sie unter dem Namen Instituto Bíblico Mato Preto wiedereröffnet. Im Jahr 1988 wurde die CETEOL (Centro de Ensino Teológico) unter Leitung des Missionars Arthur Clebsch gegründet.
Von 1988 bis 2001 fand die theologische Ausbildung der MEUC im CETEOL statt. Es entstand ein theologisches Seminar mit einem kostenlosen, fünfjährigen Theologiestudium.

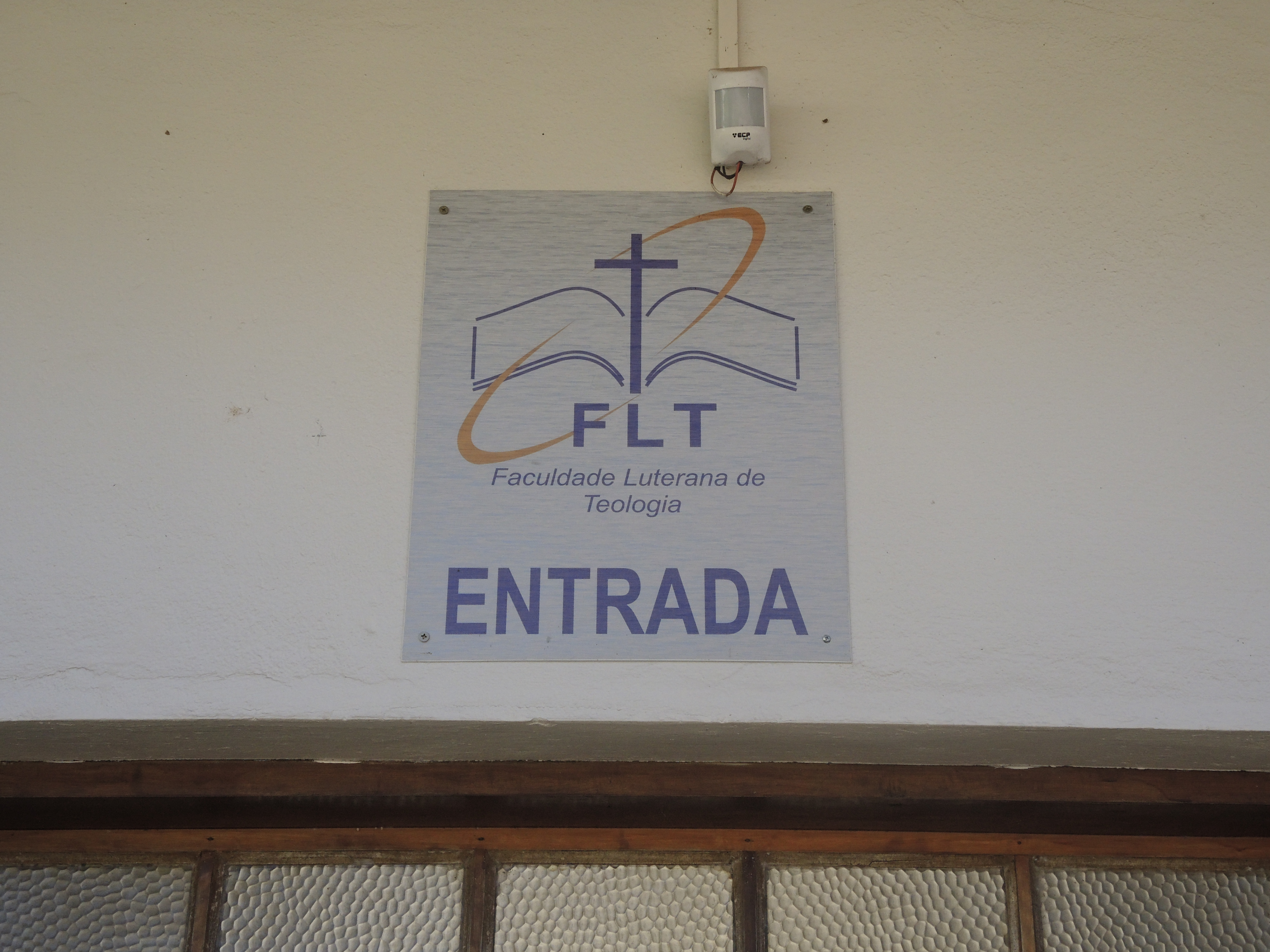
Logo der FLT über dem Eingang der Hochschule

Im Jahr 1994 wurde der Bachelorabschluss durch die IECLB (Igreja Evangélica de Confissão Luterana no Brasil) anerkannt. Ein Jahr später erfolgte die Akkreditierung vom CETEOL durch die ASTE (Associação de Seminários Teológicos Evangélicos) und schließlich auch durch die AETAL (Associação Evangélica de Educação Teológica na América Latina).
Nachdem die brasilianische Regierung im März 1999 Theologiestudiengänge als Grundstudiengänge (cursos de graduação) anerkannt hatte, bemühte man sich um die Anerkennung durch den MEC (Ministério da Educação). Darum entstand aus einem Abkommen zwischen der MEUC und dem IMEC (Instituto Martinus de Educação e Cultura) unter Ablegen des Namens CETEOL die FLT (Faculdade Luterana de Teologia).
Nach dem Besuch einer MEC-Bewertungskommission vom 12. bis 14. November 2000 erhielt die FLT die Akkreditierungsanzeige. Dieser Prozess endete mit der am 24. August 2001 im Amtsblatt veröffentlichten Zulassung durch die brasilianische Regierung durch die Verordnung Nr. 1.915 vom 22. August 2001 durch den Bildungsminister Paulo Renato de Souza.

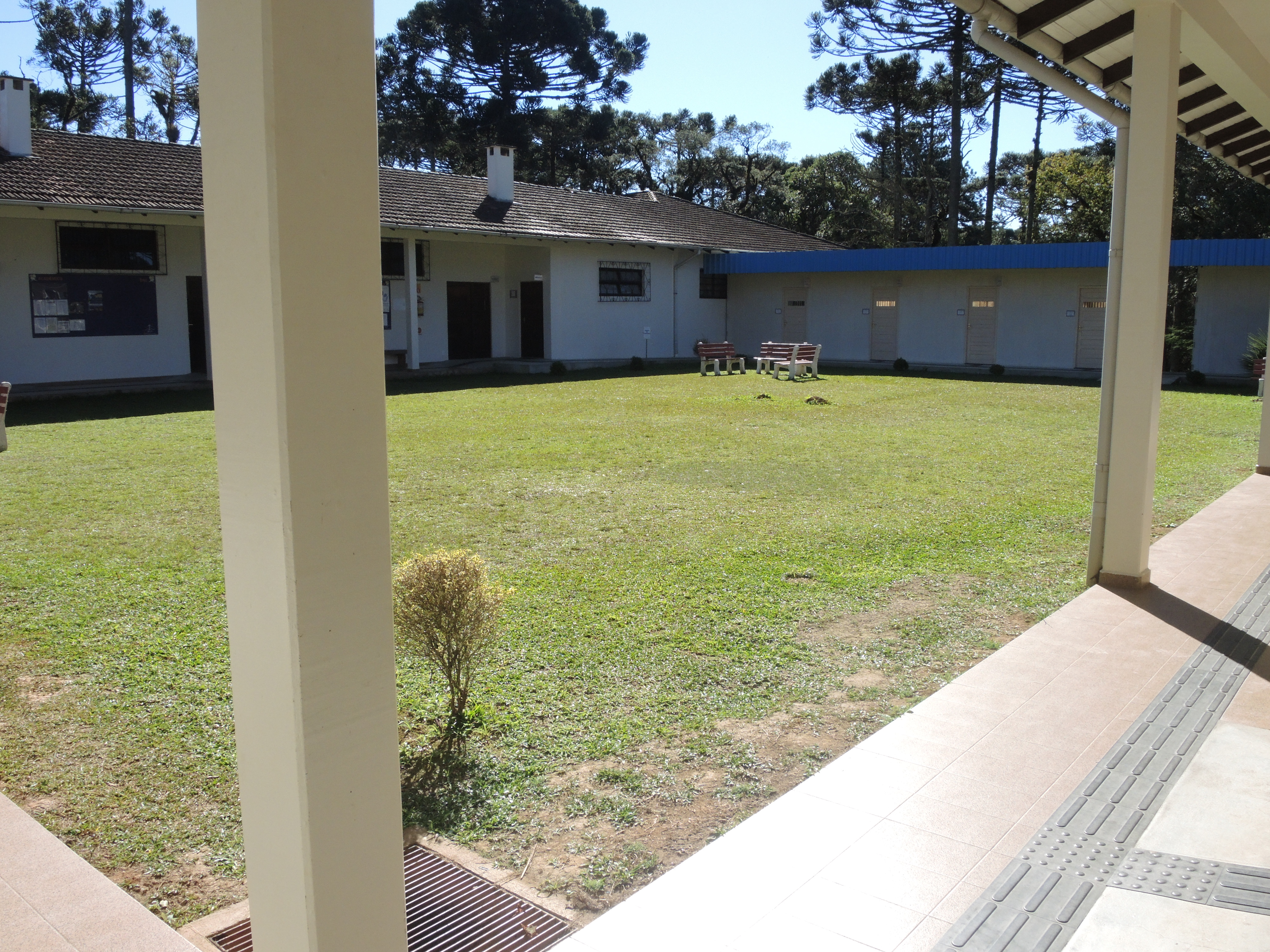
Innenhof des Universitätsgebäudes; rechts sichtbar die Eingänge der Dozierendenbüros, geradeaus Klassenräume (verborgen: administrative Büros und weitere Klassenräume)

Die FLT war die erste Hochschule, die den vom MEC im Bundesstaat Santa Catarina autorisierten Bachelor-Abschluss in Theologie anbot und damit einen kommunalen, regionalen und staatlichen Bildungsrahmen bildete. Seit ihrer Akkreditierung hat die FLT aufeinanderfolgende höhere Kurse, allgemeine Kurse, Aufbaustudiengänge und verschiedene andere Kurse und Aktivitäten entwickelt, die in ganz Brasilien angeboten werden.
Heute ist die FLT eine gemeinnützige Hochschule lutherischen Bekenntnisses und protestantisch-pietistischer Tradition.

## Ausbildung
Die FLT bietet verschiedene theologische Ausbildungsmöglichkeiten:
- einen viereinhalbjährigen Bachelor-Studiengang der Theologie (Bacharelado)

- einen neunmonatigen Bibelkurs CBB (Curso Bíblico Vida e Missão)
- verschiedene Aufbaustudiengänge (Pós-graduação)
- verschiedene Leistungskurse und weiterführende Aktivitäten

Das Studium an der FLT ist vom MEC (Ministério da Educação) anerkannt.